# Hälsingön
Hälsingön är en ö i Finland. Den ligger i Bottenviken och i kommunerna Jakobstad och Larsmo i landskapet Österbotten, i den nordvästra delen av landet. Ön ligger omkring 88 kilometer nordöst om Vasa och omkring 420 kilometer norr om Helsingfors.
Öns area är 5,67 kvadratkilometer och dess största längd är 4 kilometer i nord-sydlig riktning.